# Єсьонна (Лодзинське воєводство)
Єсьонна (пол. Jesionna) — село в Польщі, у гміні Водзеради Ласького повіту Лодзинського воєводства.
Населення — 52 особи (2011).
У 1975-1998 роках село належало до Серадзького воєводства.

## Демографія
Демографічна структура станом на 31 березня 2011 року:
|          | Загалом | Допрацездатний вік | Працездатний вік | Постпрацездатний вік |
| -------- | ------- | ------------------ | ---------------- | -------------------- |
| Чоловіки | 22      | 5                  | 16               | 1                    |
| Жінки    | 30      | 7                  | 15               | 8                    |
| Разом    | 52      | 12                 | 31               | 9                    |